# Better Than This
"Better Than This" é uma canção do artista norte-americano Hunter Hayes contida na reedição de seu álbum de estreia, Hunter Hayes Encore (2013). Escrita por Dave Brainard, Jennifer Zuffineti e produzida por Dan Huff, sendo auxiliado em ambos os processos por Hayes.

## Antecedentes e divulgação
Após lançar as canções "Storm Warning", "Wanted" e "Somebody's Heartbreak" como singles entre 2011 e 2012, em novembro de 2012, Hayes afirmou em entrevista à Billboard que estava muito cedo para o próximo álbum, porém já estava pensando nisso. O artista ainda revelou que estava escrevendo para ele com algumas pessoas que trabalhou no Hunter Hayes. Em 1 de abril de 2013, Hayes revelou que lançaria uma reedição de seu álbum de estreia sob o nome Hunter Hayes Encore e que teria "In a Song", "I Want Crazy", "A Thing About You", "Better Than This" e "Light Me Up" como novas faixas e "Everybody's Got Somebody But Me" e "What You Gonna Do" com participações de Jason Mraz e Ashley Monroe, respectivamente e "More Than I Should" com uma nova instrumentação. O artista ainda declarou ao Taste of Country que "o Encore é uma segunda chance para um primeira impressão" e para à MTV News que "Esta é uma atualização. Ele não é novo, mas é o resto da história. [É] o resumo de tudo e o encerramento do capítulo."
Hayes havia sido convidado para escrever em pareceria com os membros da banda norte-americana Lady Antebellum, Charles Kelley e Dave Haywood, tendo recusado inicialmente por não levar a proposta muito a sério. Ele revelou: "Eu só tomei isso como um grande elogio" [...] "A próxima coisa que eu sabia, eu tinha uma data em meu livro com Charles e Dave. Que eu era como, 'Bem, isso é muito legal!'"
Embora não tenha recebido promoção semelhante a outros trabalhos, nomeadamente atuações em programas televisivos, a música fez parte do alinhamento da digressão Let's Be Crazy Tour. O cantor interpretou "Better This Than" no início do espetáculo, em 18 de junho de 2013 pela primeira vez, na casa de shows Webster Hall em Nova Iorque, Estados Unidos. Markos Papadatos do periódico Digital Journal assistiu à performance, revelando que o artista atuou num seguimento de baladas do seu repertório, como "Can’t Say Love", "Storm Warning" e "If You Told Me To", além de terem sido ouvidas outras faixas como "Somebody's Heartbreak", "Everybody Got’s Somebody But Me" e "I Want Crazy".

## Composição e recepção pela crítica
"Better Than This" é uma canção de ritmo acelerado que deriva dos gênero musical country pop. Foi escrita por Charles Kelley e Dave Haywood do grupo country norte-americano Lady Antebellum e produzida por Dan Huff, sendo que Hayes auxiliou em ambos processos. Musicalmente, a obra inclui um instrumental concebidos através de guitarra, mandolin, bouzouki, órgão, acordeon, baixo e bateria, enquanto que em termos líricos, fala sobre a perseguição dos sonhos loucos. A obra foi escrita com um metrônomo de 132 batidas por minuto.
As críticas atribuídas foram positivas, sucedidas ao lançamento de Encore, em que grande parte dos avaliadores acabaram por defini-la como uma das melhores do álbum. Daryl Addison do site Great American Country disse que a canção apresenta melodias urgentes e produção brilhante. O redator ainda concluiu que o tema, em conjunto com "Storm Warning", 'What You Gonna Do" e "If You Told Me To" eram as peças chaves do disco. Bob Paxman do Country Weekly escreveu que a faixa é a novata solitário que surge um pouco curta, com uma filosofia de vida de pedestres que parece tirado de livros de auto-ajuda.
Markos Papadatos do Digital Journal notou que a faixa é calmante, assim como "In a Song" e junto a edificante "Light Me Up" são as três obras estelar e dignas de se tornarem singles. Matt Bjorke do Roughstock escreveu que a canção junto a "A Thing About You" tem potencial para serem hit ao passo que em conjunto com "In a Song" demonstram um artista mais maduro. Billy Dukes do Taste of Country afirmou que "Better Than This" junto a "In an Song" encaixam-se facilmente com as 12 faixas originais.

## Desempenho nas tabelas musicais
Posteriormente ao lançamento do álbum, devido às vendas digitais, "Better Than This" conseguiu entrar na tabela musical dos Estados Unidos, Country Digital Songs, quando vendeu quatorze mil cópias e situou-se na 46ª posição.
| Tabela musical (2013)                  | Melhor posição |
| -------------------------------------- | -------------- |
| Estados Unidos - Country Digital Songs | 46             |

## Créditos de elaboração
Lista-se abaixo os profissionais envolvidos na elaboração de "Better Than This", de acordo com o encarte acompanhante ao álbum Hunter Hayes Encore:
- Guitarra, Mandolin, Bouzouki, Órgão, Acordeon, vocais adicionais – Hunter Hayes;
- Backing Vocals – Hunter Hayes, Sam Ellis;
- Baixo – Tony Lucido;
- Bateria – Nir Z;
- Percussão – Eric Darken;
- Composição – Charles Kelley, Dave Haywood, Hunter Hayes;